# Baidit
Baidit (dt.: „Großes Haus“/„Großes Land“) ist ein Payam (Verwaltungseinheit) im County Bor West, im Jonglei-Bundesstaat, Südsudan. Es liegt am Ostufer des Bahr al Jabal (Weißer Nil) in der Nähe des Hauptortes Bor. Die gleichnamige Stadt ist auch Sitz der Verwaltung von Bor West. Zur Volkszählung 2008 (Fifth Population and Housing Census of Sudan) wurden 51.532 Einwohner gezählt.

## Geschichte
Baidit wird of in Verbindung mit dem angrenzenden Padak genannt. Dort sitzt die Verwaltung des Payam. Während des Zweiten Sudanesischen Bürgerkriegs (1983–2004) war Baidit auch das Hauptquartier der Sudan People’s Liberation Army unter dem Kommando von Kuol Manyang Juuk. Das Hauptquartier befand sich in Gebäuden, die ursprünglich durch niederländische Entwicklungshilfe gebaut worden war für ein Ausbildungszentrum für Medizin.

## Verwaltung
Baidit ist aufgeteilt in sechs Bomas: Akayiech, Manydeng,  Makol Cuei,  Mathiang, Mayen und Tong.
Im Gebiet des Payam liegen drei große Gemeinden: Angakuei, Biong, Pathuyith.

## Infrastruktur
Das Padak/Baidit-Flugfeld ist eine Verbindung zur Außenwelt. Das Padak Fisheries Training Centre der John Garang Memorial University wurde 2004 eingerichtet.